# Platon Chirnoagă
Platon Chirnoagă (ur. 1894, zm. w marcu 1974 w Stuttgarcie) – rumuński wojskowy (generał), minister wojny w Rumuńskim Rządzie Narodowym pod koniec II wojny światowej, pisarz historyczny w okresie powojennym.
Służył w armii rumuńskiej. Uczestniczył w I wojnie światowej jako podporucznik artylerii. W 1941 r. został szefem oddziału operacyjnego sztabu 3 Armii, a następnie zastępcą szefa sztabu tej armii. W 1942 r. objął dowództwo 7 Pułku Artylerii, po czym powrócił na poprzednie stanowisko. W 1944 r. został dowódcą 4 Brygady Artylerii, a następnie 4 Dywizji Piechoty. Był odznaczony „Coroana României”, „Steua României” i 2 Żelaznymi Krzyżami 1 i 2 klasy. Po przejściu Rumunii na stronę aliantów we wrześniu 1944 r., został internowany przez Niemców w Szolnoku na Węgrzech. Na pocz. 1945 r. objął funkcję ministra wojny w marionetkowym Rumuńskim Rządzie Narodowym w Wiedniu. Miał stanąć na czele projektowanej Rumuńskiej Armii Narodowej, która jednak nie została utworzona. Po zakończeniu wojny do maja 1947 r. przebywał w niewoli. Zamieszkał w zachodnich Niemczech. Na emigracji opublikował 3 książki z zakresu historii Rumunii: „Un chapitre d’histoire roumaine” (1962), „Istoria Daciei și Continuitatea Daco-Romană” (1972) i „Istoria Politică și Militară a Răsboiului României contra Rusiei Sovietice” (pośmiertnie w 1986 r.).